# Hans Flehr
Hans Flehr (* 2. Februar 1900 in Wittenberge; † 20. Februar 1970 in Hamburg) war ein deutscher Architekt.

## Leben
Flehr arbeitete im Lauf seines Berufslebens in leitenden Funktionen bei der Deutschen Reichsbahn und später bei der Deutschen Bundesbahn. Im Rahmen der Planung zur Neugestaltung Berlins wurden von Theodor Dierksmeier und Flehr u. a. ein UFA-Großkino der Berliner Nordbahnhof und ein Kameradschaftshaus der deutschen Künstler entworfen.
Am Ende des Zweiten Weltkriegs wurde Flehr von Albert Speer in den Kreis führender Architekten berufen, die im Arbeitsstab für den Wiederaufbau bombenzerstörter Städte den Wiederaufbau planen und vorbereiten sollten. Er wurde dazu vom Dienst in der Wehrmacht freigestellt. Flehr und Dierksmeier sollten u. a. als Berater für den Gau Baden und die Städte Mannheim und Karlsruhe sowie Münster im Gau Westfalen-Nord zuständig sein. Die Architekten Dierksmeier/Flehr erhielten gemeinsam mit den Architekten Heinz Schmeißner/Wilhelm Schlegtendal am 18. August 1944 den Auftrag zur Planung des Wiederaufbaus von Nürnberg. 1957 lag die Innenausstattung der Hochseefähre „Theodor Heuss“ in seiner Verantwortung.